# Blutgletscher
Blood Glacier (cunoscut și sub numele de Blutgletscher, Glazius și The Station) este un film de groază austriac din 2013 regizat de Marvin Kren. Filmul a avut premiera mondială la Festivalul Internațional de Film de la Toronto la 6 septembrie 2013 și a avut o lansare cinematografică limitată în Statele Unite ale Americii la 2 mai 2014. În rolul principal interpretează actorul Gerhard Liebmann ca un om de știință care se confruntă cu un lichid ciudat care reprezintă o amenințare pentru orice ființă vie.

## Rezumat
Janek (Gerhard Liebmann) este un tehnician care lucrează la o stație de cercetare din Alpii austrieci. Mici echipe de oameni de știință vin adesea la stație pentru a studia încălzirea globală. Se pare că Janek nu se înțelege bine cu actuala echipă, întrucât preferă să fie singur. Într-o zi Janek și ceilalți oamenii de știință descoperă un ghețar acoperit de un ciudat lichid roșu, care are efecte stranii asupra vieții sălbatice din jur.
Oamenii de știință sunt încântați, întrucât își dau seama că provoacă animalelor apariția unor rădăcini în stomac și combină ADN-ul animalului gazdă cu orice a ingerat, ducând adesea la crearea unei creaturi hibride care, inevitabil, va sfâșia interiorul animalului și va ucide pe oricine întâlnește în calea sa. Dar Janek este mai precaut în privința lichidului și a potențialelor pericole pe care le prezintă. Precauția sa se dovedește curând a fi justificată, deoarece grupul începe să cadă pradă hibrizilor creați de lichid. În curând, conform unei programări, trebuie să apară o echipă de control a ministrului mediului, iar Janek este îngrozit când constată că fosta sa iubită este pe lista noilor veniți.

## Distribuție
- Gerhard Liebmann ca Janek
- Edita Malovcic ca Tanja
- Brigitte Kren ca ministrul Bodicek
- Santos ca Tinni
- Hille Beseler ca Birte
- Peter Knaack ca Falk
- Felix Römer ca Harald
- Wolfgang Pampel ca Bert Krakauer
- Murathan Muslu ca Luca
- Michael Fuith ca Urs
- Adina Vetter ca Irene
- Coco Huemer ca Geli

## Recepție
Filmul Blutgletscher (Blood Glacier) a avut recenzii împărțite, iar filmul are în prezent un rating de 46% pe Rotten Tomatoes (pe baza a 13 recenzii) și 43% pe Metacritic (pe baza a 8 recenzii). Mulți critici au făcut comparații negative cu Creatura (The Thing), filmul lui John Carpenter din 1982,  iar cei de la IndieWire au afirmat că „acest film cu buget redus nu este capabil să provoace același tip de uimire și teroare cum a făcut The Thing, dar încercarea de a se baza mai mult pe personaje și de a pune accentul pe efectele practice este oarecum admirabilă." Filmul a fost lăudat pentru că s-a concentrat asupra statutului său de film eco-horror, mai mulți recenzori l-au lăudat pentru că nu a încercat să fie o „diatribă moralizatoare” și pentru monștrii săi. Cotidianul online The A.V. Club a menționat că, deși filmul era foarte asemănător cu alte filme din același gen, acest lucru a fost în favoarea filmului Blood Glacier, deoarece „[tele]spectatorii au mai văzut de zeci de ori înainte așa ceva și vor vedea din nou, cu ușoare variații, pentru că întruchipează o calitate fundamentală a divertismentului filmelor horror de categorie B."

### Premii
- Premiul filmului austriac pentru cel mai bun actor - la Viennale (2014, câștigat - Gerhard Liebmann)
- Premiul filmului austriac pentru cel mai bun machiaj - la Viennale (2014, câștigat)
- Premiul filmului austriac pentru cel mai bun sunet - la Viennale (2014, câștigat)
- Premiul filmului austriac pentru cel mai bun montaj - la Viennale (2014, nominalizare)
- Premiul Max Ophüls la Festivalul Max Ophüls (2014, nominalizat)